# Alimentación en el Antiguo Egipto

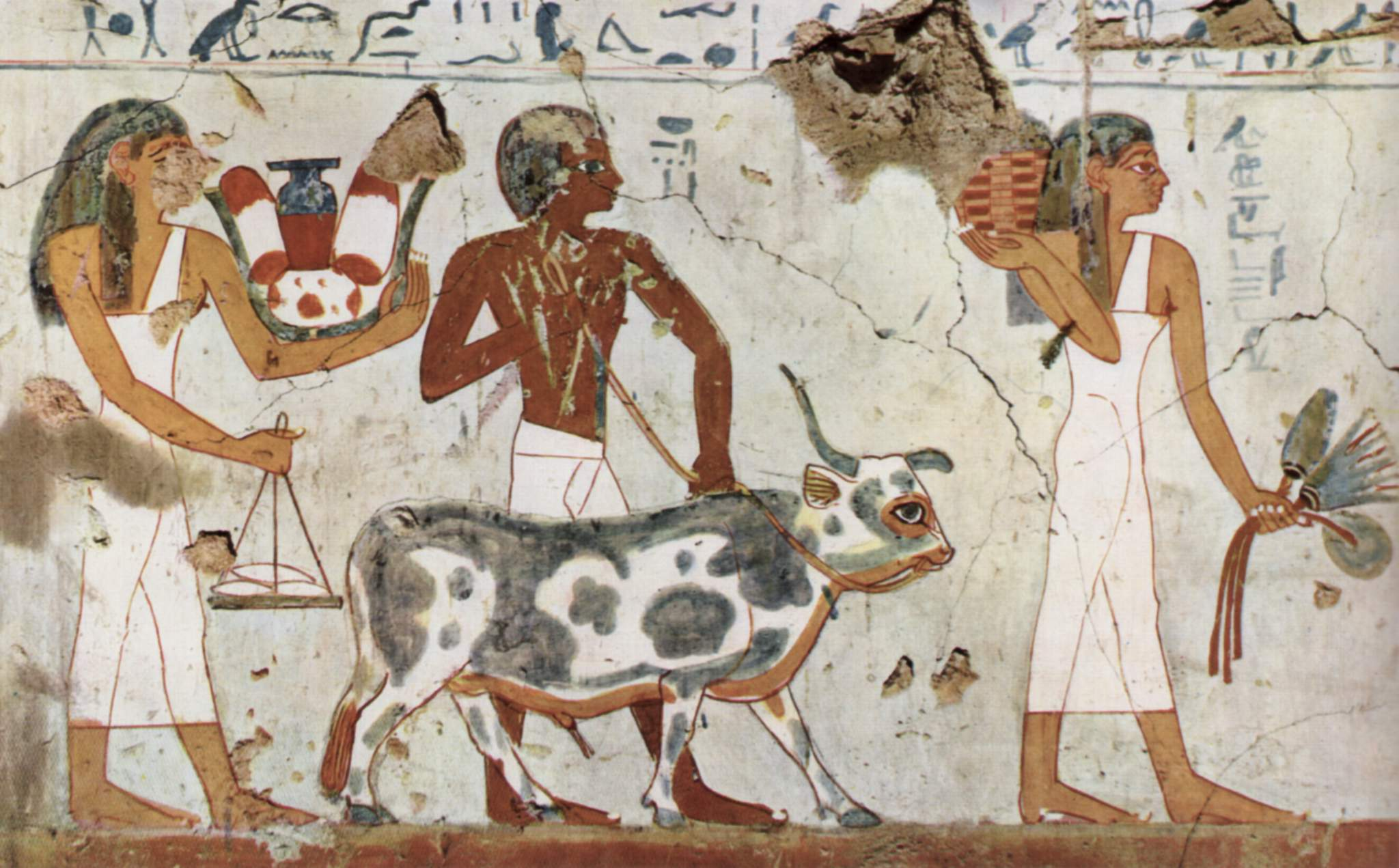
Ofrendas de alimentos en la tumba del escriba Menna (1400 a. C.).

La alimentación en el Antiguo Egipto se conoce por los textos grabados en las paredes de los templos, tumbas y por los restos de ofrendas a los muertos, en los que dejaron numerosos testimonios de hábitos alimenticios.  
El arte funerario egipcio, que retrata escenas de la vida cotidiana, proporciona mucha información sobre las costumbres relacionadas con los alimentos. No se encuentran  recetas culinarias, aunque sí se encuentran de medicamentos. Se ve a los ushebtis (estatuillas de pan y agua) que representan a los sirvientes de algún muerto, realizando sus trabajos.

## Alimentos

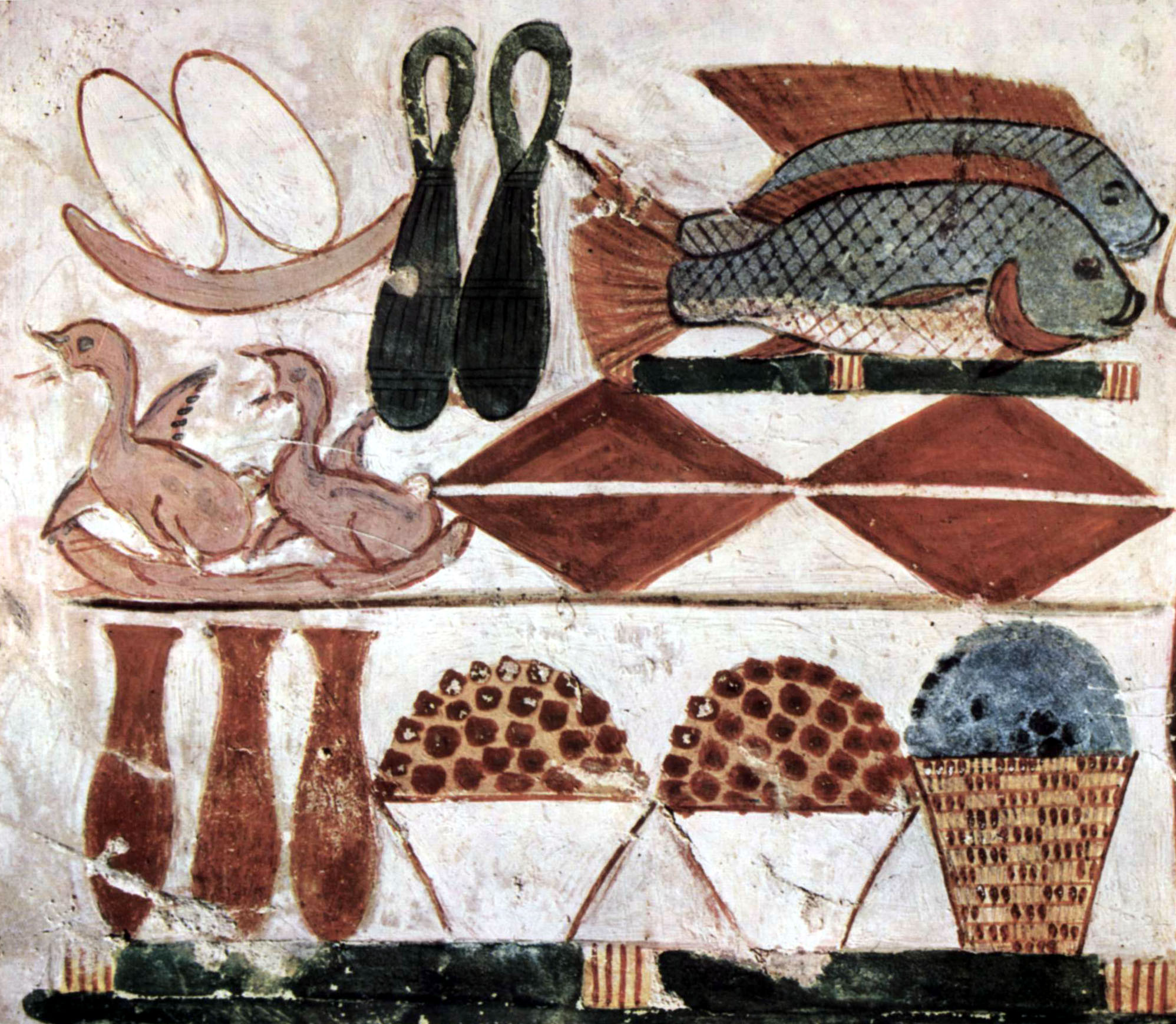
Ofrendas de alimentos en la tumba de Menna (1400 a. C.). Se ven, entre otros alimentos patos, peces y ánforas de vino.

La alimentación en el antiguo Egipto era conservadora, condicionada por el medio geográfico y con una lenta evolución marcada por el descubrimiento de tecnologías y la importación de nuevos alimentos.
El clima tuvo una importante influencia: en el periodo predinástico las actuales zonas desérticas tenían todavía vegetación, y permitían el pastoreo. La paulatina desertificación dio mayor importancia al valle del Nilo y a la agricultura, lo que se reflejaba en el menú cotidiano.

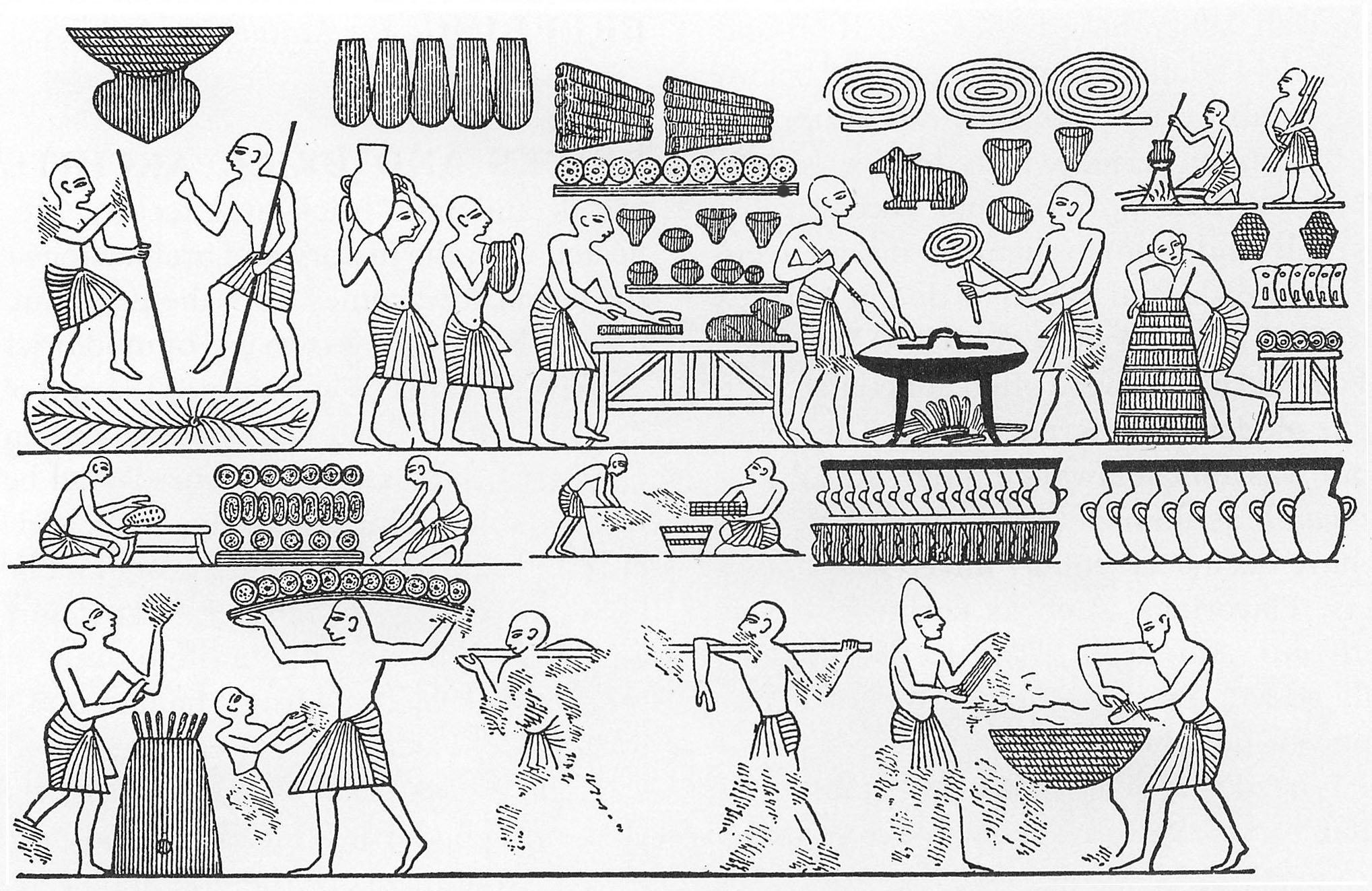
La panadería real de Ramsés III. Se ven panes de varias formas, incluyendo con formas de animales. Tumba de Ramsés III, Valle de los Reyes, dinastía XX, (1150 a. C.)

Los alimentos básicos eran el pan (véase: Historia del pan) y la cerveza (heneket) elaborada con cebada. Se ha descubierto una veintena de tipos de pan, de diferentes formas y composiciones. 
El régimen alimenticio egipcio se completaba con pescado y carne (generalmente oveja, lechon, cerdo, aves domésticas y carne de vaca para las grandes ocasiones). La carne y el pescado eran generalmente asados, o secados y conservados en salazón. El pescado más apreciado era el mújol, pez de mar que remonta el Nilo, y con los huevos hacían la botarga, receta que se usa por todo el Mediterráneo aún hoy día. El pescado, aunque era consumido, no lo comían de forma habitual ya que lo consideraban una reencarnación del dios del inframundo Seth.
El ajo y la cebolla junto con legumbres tales como los garbanzos, las habas, los guisantes y las lentejas, sin olvidar las verduras (col, pepino, lechuga, puerro, o rábanos), y las plantas acuáticas de las orillas del río (loto y papiros) eran los alimentos más consumidos. Muchos de estos alimentos solo podían ser cultivados en la zona gracias al limo fértil depositado durante las inundaciones del Nilo. 
Las frutas, bastante escasas, estaban reservadas a la élite, al igual que algunas otras viandas. En el antiguo Egipto no conocieron los cítricos hasta la época romana. Las frutas más consumidas eran los dátiles (utilizados también para producir una cerveza de lujo, el seremet), la uva, la granada, la sandía y el melón, pero también la algarroba y el sicomoro (una especie de higo). La manzana llegó de Oriente Próximo en el Imperio Nuevo.
Por último, la miel, producida en colmenas de terracota, entraba en la composición de los postres y de muchos remedios. Los pasteles se usaban a menudo para cuidados terapéuticos, y eran endulzados con dátiles, miel o pasas. En la tumba del visir Rekhmire, bajo el reinado de Amenhotep II, se ve una escena que muestra los pasos para elaborar un bizcocho cónico, hecho con los rizomas de una caña con sabor a avellana, el suchet.

## Bebidas

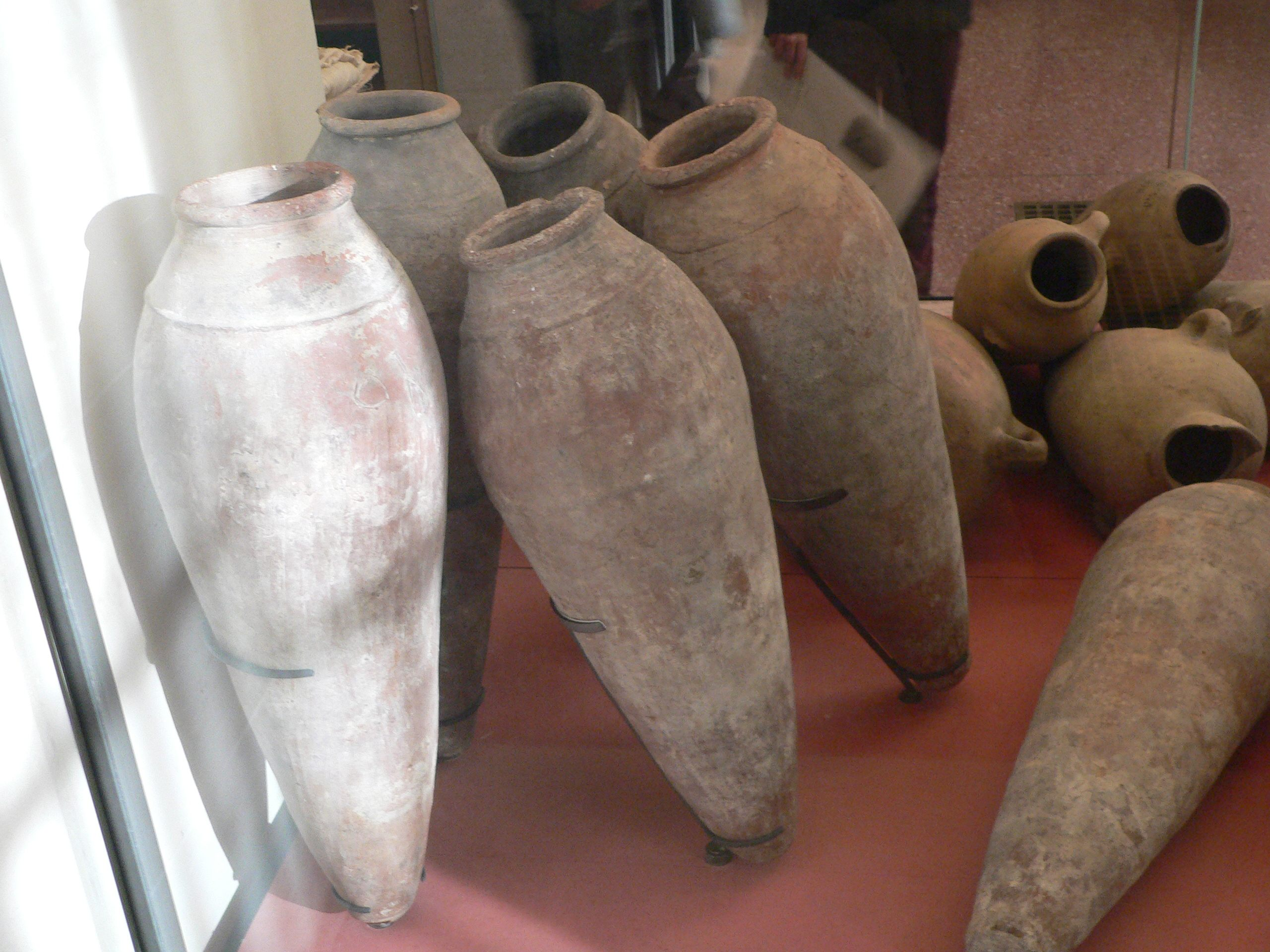
Ánforas de vino de la época tinita (2700 a.C.). Procedentes de la provincia de Abidos, tumbas de los reyes Dyer, Den, Adyib, Sejemib y Jasejemuy. Museo del Louvre, París.

El vino estaba reservado a los ricos, era una bebida de lujo en Egipto, y, al igual que hoy en día, la procedencia, año de cosecha y nombre del viticultor se marcaba en los recipientes. Era muy apreciada una bebida denominada shedeh elaborada a partir de granadas (Punica granatum). 
La cerveza fue durante mucho tiempo la bebida nacional. Barata y abundante, se bebía en todo el país, ya que gustaba atodo ciudadano tanto al faraón como al campesino o al artesano. Su fabricación está representada ya en las mastabas del Imperio Antiguo. Se bebía cerveza en cualquier circunstancia: en los campos, a bordo de los barcos, en las recepciones y, por supuesto, en las casas de bebida o tabernas de las ciudades: las casas de la cerveza. Estaba elaborada con trigo o cebada y se usaban dátiles, cuyo azúcar aseguraba la fermentación de la bebida.
En un horno igual al del panadero, el cervecero y sus ayudantes colocaban el grano recién molido. Esta operación necesitaba muchos cuidados, la masa no debía permanecer más que el tiempo de dorar la corteza y el interior debía quedarse crudo. El pan así preparado era introducido en una gran cuba y cubierto con un líquido preparado con agua y dátiles. Un cervecero entraba en la cuba y pisaba la preparación hasta que la mezcla fuese homogénea. 

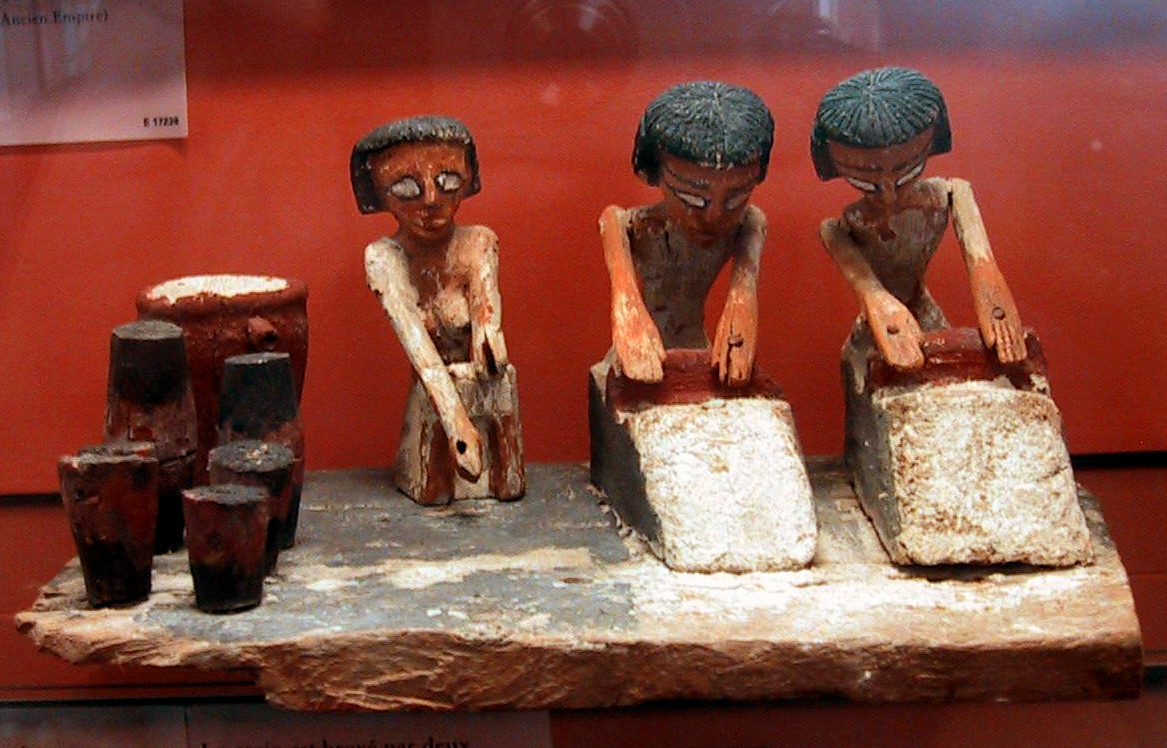
Escena de la molienda del grano para elaborar cerveza. Imperio Medio (2033-1710 a. C.). Madera pintada. Museo del Louvre (París).

Al cabo de algunos días, cuando la fermentación se había producido, el contenido de la cuba era decantado a grandes jarras. Un tamiz retenía los trozos más grandes de pan de cerveza, que se apretaban como una esponja para escurrir los restos del líquido. 
La cerveza se conserva bastante bien, y era vendida en ánforas cerradas con un tapón de paja y de arcilla húmeda, o con un plato pequeño y un poco de yeso. Solo le faltaba ya al cervecero poner su signo distintivo que indicaba el lugar y la fecha de fabricación. 
Aunque la mayoría de poblaciones egipcias producían su propia cerveza, el comercio de barcos cargados con ánforas era intenso en el Nilo. Se suministraban a las ciudades, a las casas de cerveza y a las casas de campo de los egipcios ricos, que querían su bebida favorita de una casa renombrada, ya que, igual que para el vino, existía diferentes clases dependiendo del contenido de azúcar y la habilidad del cervecero. 
Para su consumo, la cerveza se guardaba en cántaros de uno o dos litros, y los aficionados la bebían en vasos de piedra, metal o loza. La cerveza morena era la más corriente, la rubia se reservaba para las fiestas. 
Esta cerveza hecha con cebada o trigo, se fabrica en la ribera del Nilo en nuestros días con este mismo procedimiento, y se la conoce con el nombre de  bouza.